# Alto Comissário da Palestina e da Transjordânia
O Alto Comissário Para a Palestina era a autoridade de mais alto escalão que representava o Reino Unido nos territórios sob o Mandato da Palestina, e o Alto Comissário Para a Transjordânia era a autoridade de mais alto escalão que representava o Reino Unido no Emirado da Transjordânia. Esses cargos sempre foram ocupados simultaneamente por um único indivíduo depois que o alto comissário para a Transjordânia foi estabelecido em 1928. 
O representante britânico em Amã era “responsável perante o alto comissário na sua função de representante do poder mandatário, mas não na sua capacidade de chefe da administração palestina”. 
Eles estavam baseados em Jerusalém. O escritório começou em 1º de julho de 1920, antes do início do Mandato em 29 de setembro de 1923, e substituiu a ocupação militar britânica sob a Administração do Território do Inimigo Ocupado, que operou na Palestina em 1917-1918. O cargo cessou com o término do mandato em 15 de maio de 1948. 
Quando o cargo de alto comissário ficava vago, ou o alto comissário não conseguia desempenhar as suas funções por algum motivo, uma pessoa que normalmente era o secretário-chefe do governo da Palestina era nomeada para desempenhar as mesmas funções com os mesmos poderes. 

Casa do Governo, bairro Armon Hanatziv, Jerusalém

## Lista de titulares
| Retrato | Nome                                                     | Mandato                | Mandato                |
| Retrato | Nome                                                     | Posse                  | Fim do Mandato         |
| ------- | -------------------------------------------------------- | ---------------------- | ---------------------- |
|         | Sir Herbert Louis Samuel                                 | 1 de julho de 1920     | 30 de junho de 1925    |
|         | Sir George Stewart Symes (interino)                      | 2 de julho de 1925     | 25 de agosto de 1925   |
|         | Marechal de Campo Lorde Plumer                           | 25 de agosto de 1925   | 31 de julho de 1928    |
|         | Sir Harry Charles Luke (interino)                        | 31 de julho de 1928    | 6 de dezembro de 1928  |
|         | Sir John Chancellor                                      | 6 de dezembro de 1928  | 3 de setembro de 1931  |
|         | Sir Mark Aitchison Young (interino)                      | 3 de setembro de 1931  | 20 de novembro de 1931 |
|         | General Sir Arthur Grenfell Wauchope                     | 20 de novembro de 1931 | 1 de março de 1938     |
|         | William Denis Battershill (interino por vários períodos) | 21 de junho de 1937    | 3 de março de 1938     |
|         | Sir Harold MacMichael                                    | 3 de março de 1938     | 30 de agosto de 1944   |
|         | John Valentine Wistar Shaw (interino)                    | 30 de agosto de 1944   | 31 de outubro de 1944  |
|         | Marechal de Campo John Vereker                           | 31 de outubro de 1944  | 5 de novembro de 1945  |
|         | John Valentine Wistar Shaw (interino)                    | 5 de novembro de 1945  | 21 de novembro de 1945 |
|         | Tenente-general Sir Alan Cunningham                      | 21 de novembro de 1945 | 14 de maio de 1948     |